# ポスティング
ポスティングとは、広告・宣伝を目的にビラやチラシを各個宅の郵便受けへ直接投入する行為。

## 概要
主な利用業種はデリバリー、ハウスクリーニング、不要品回収、通信販売、介護サービス、不動産会社、学習塾など幅広い。商業目的ではない公共性を有する例として、地方自治体（地域限定の行事案内やお知らせ、水道工事による断水やにごり水、交通規制のお知らせ）によって行われる場合もある。
ポスティングは高齢化や、新聞購読率の低下が進む日本に置いて再注目されている宣伝広告手法である。一部の迷惑業者によっては問題を引き起こした場合もある。風俗店等によるピンクチラシは様々な法規制で取り締まりが行われたことから2020年現在ピンクチラシを配布している地域は皆無に等しい。
ポスティングの方法には以下の4つの方法がある。
1. 軒並配布（住宅すべてに投函する方法）
2. 集合配布（アパート・マンションのみに投函する方法）
3. 戸建配布（一軒家のみに投函する方法）
4. 事業所配布（住宅ではなく企業に投函する方法）

ポスティングの電子版に当たるのが、電子メールによる広告メールであるといえる。こちらはスパム（迷惑メール）対策として実施された改正にて、受信を承諾しない対象への広告メール（特定電子メール）の送信が禁止されている。詳細は特定電子メールの送信の適正化等に関する法律を参照。

## 法的論争
- 最判平成20年4月11日などの最高裁判決などによれば、塀やフェンスで囲まれている土地（マンションや共同住宅の敷地の周囲がフェンス等で囲まれている場合）に入って敷地内のポストや建物の中にある集合ポストにビラ等を入れるため立ち入ると住居侵入罪が成立することになる。ただ、個人宅の公道に接したポストにビラ等を入れること自体は住居侵入罪の構成要件を満たさないと考えられる。
なお、住居侵入罪については、どのような立入りを「侵入」とするのか、意思侵害説と平穏侵害説と観点が分かれる。ポスティング行動は意思侵害説から捉えたら明らかに抵触するが、平穏侵害説から捉えたら破壊や騒乱を伴っているわけではないので抵触しないという見解もある。
- メール送信の規制が強化される一方、紙媒体版と言えるポスティングへの法整備は不十分であり、投入者が広告主以外の第三者である場合も多く、受取拒否や返却についての責任が曖昧のため、トラブルとなりやすい。このため、明確に受取を拒否する意思を表明している者に強引にチラシなどを押し付ける行為などが事実上野放し状態となっている。
- 受取拒否を表明している者に対するポスティングは、ポイ捨てや強要罪に当たる可能性がある。

コンプライアンスを遵守し品質を適正に管理できる団体には全日本ポスティング協会による「グッドポスティングマーク」が付与されている。